# Limosina niveipennis
Limosina niveipennis är en tvåvingeart som beskrevs av Malloch 1913. Limosina niveipennis ingår i släktet Limosina och familjen hoppflugor.
Artens utbredningsområde är Puerto Rico. Inga underarter finns listade i Catalogue of Life.